# Miguel Ángel Mayé
Miguel Ángel Mayé (Ebebiyin, 8 de dezembro de 1990) é um futebolista profissional guineense que atua como defensor.

## Carreira
Miguel Ángel Mayé representou o elenco da Seleção Guinéu-Equatoriana de Futebol no Campeonato Africano das Nações de 2015.